# Przełęcz Wyżna
Przełęcz Wyżna (872 m n.p.m.), na niektórych mapach nazywana także Przełęczą Wyżnią lub Przełęczą nad Berehami – przełęcz położona w Bieszczadach Zachodnich pomiędzy Brzegami Górnymi a Wetliną. Oddziela pasmo Działu od Połoniny Wetlińskiej.
Od października 2000 r. stoi tam pomnik w kształcie bramy postawiony ku czci Jerzego Harasymowicza. W dniu 26 sierpnia 2011 r. na Przełęczy Wyżnej odsłonięto Pomnik ofiarom gór i ratownikom niosącym im pomoc, który upamiętnia pracę ratowników z bieszczadzkiej grupy GOPR.
Jest także parking, przystanek autobusowy i Galeria nad Berehami – miejsce z ludową rzeźbą. Przez przełęcz przebiega droga wojewódzka nr 897 Ustrzyki Górne – Cisna. Dawniej przełęcz ta nosiła nazwę Prislip.

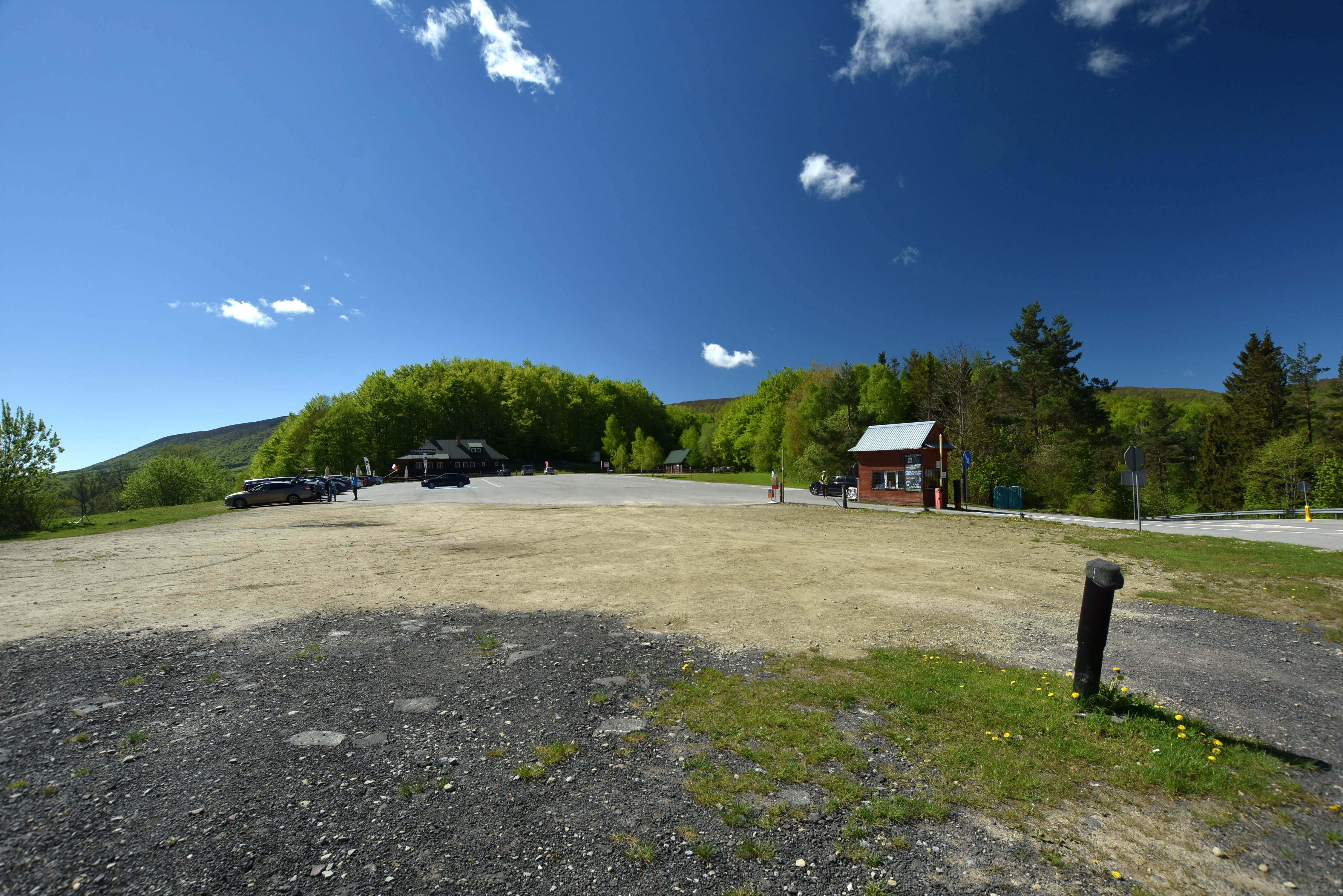
Widok na parking
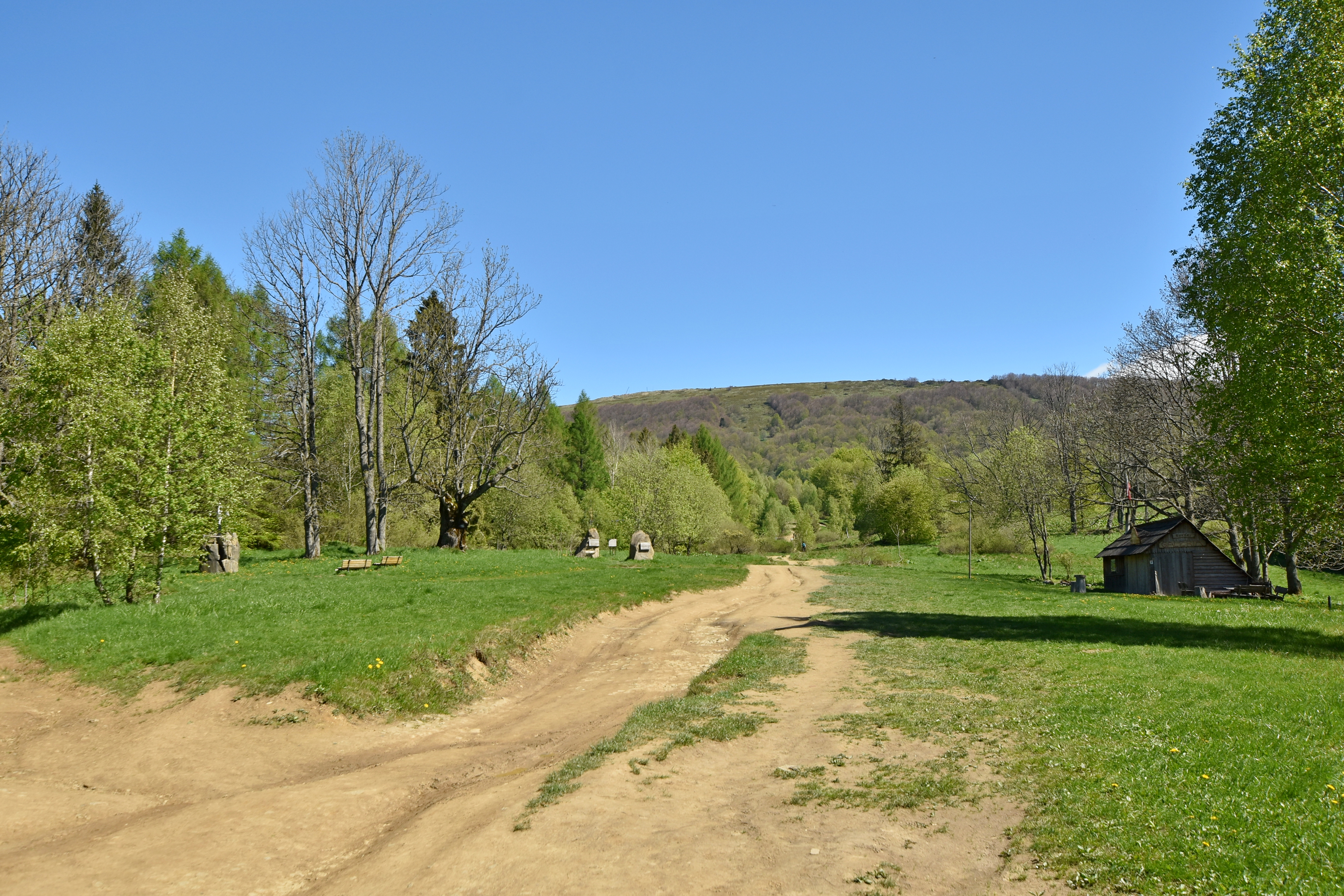
Wejście na szlak na Połoninę Wetlińską
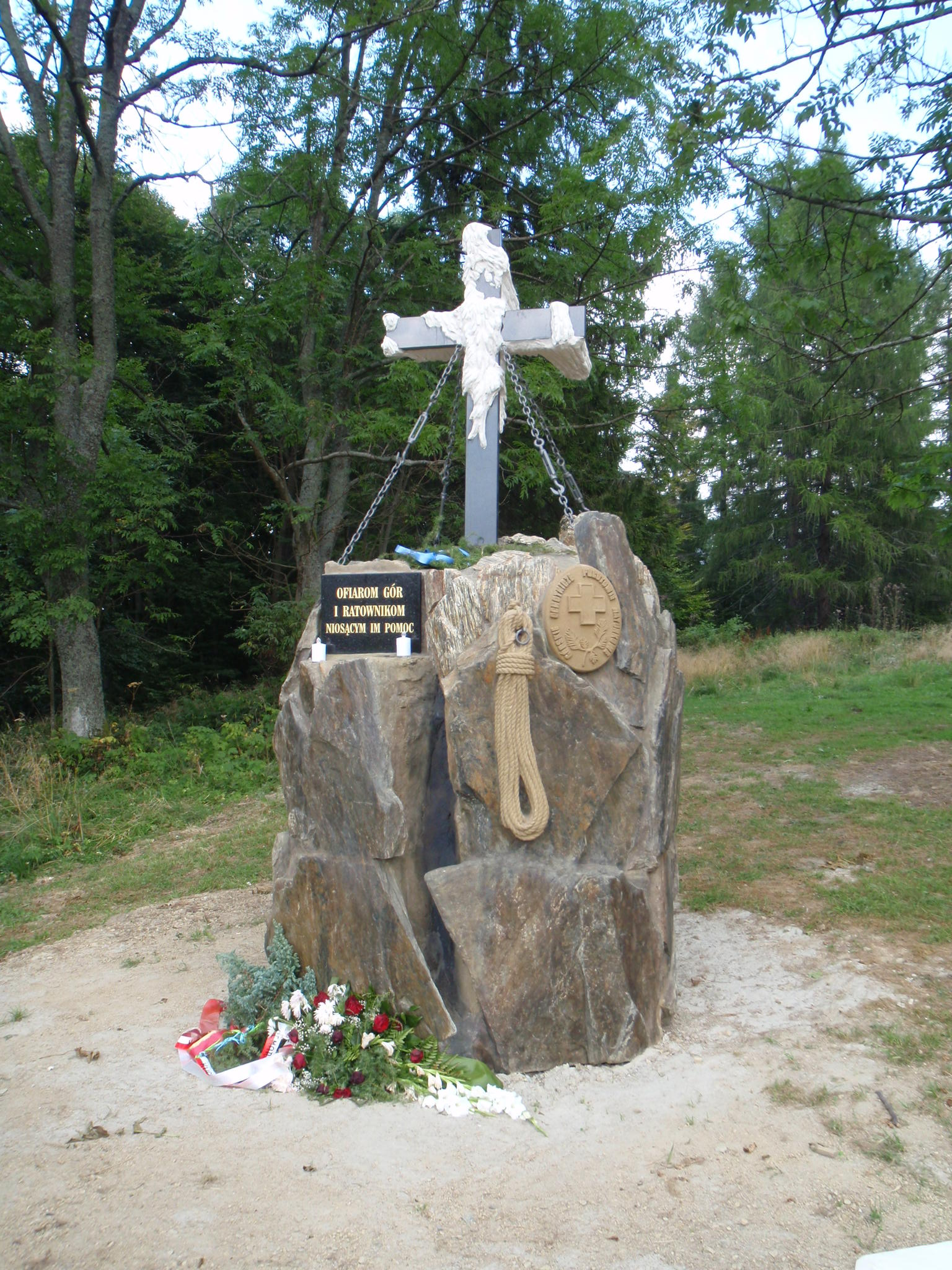
Pomnik ofiarom gór i ratownikom górskim
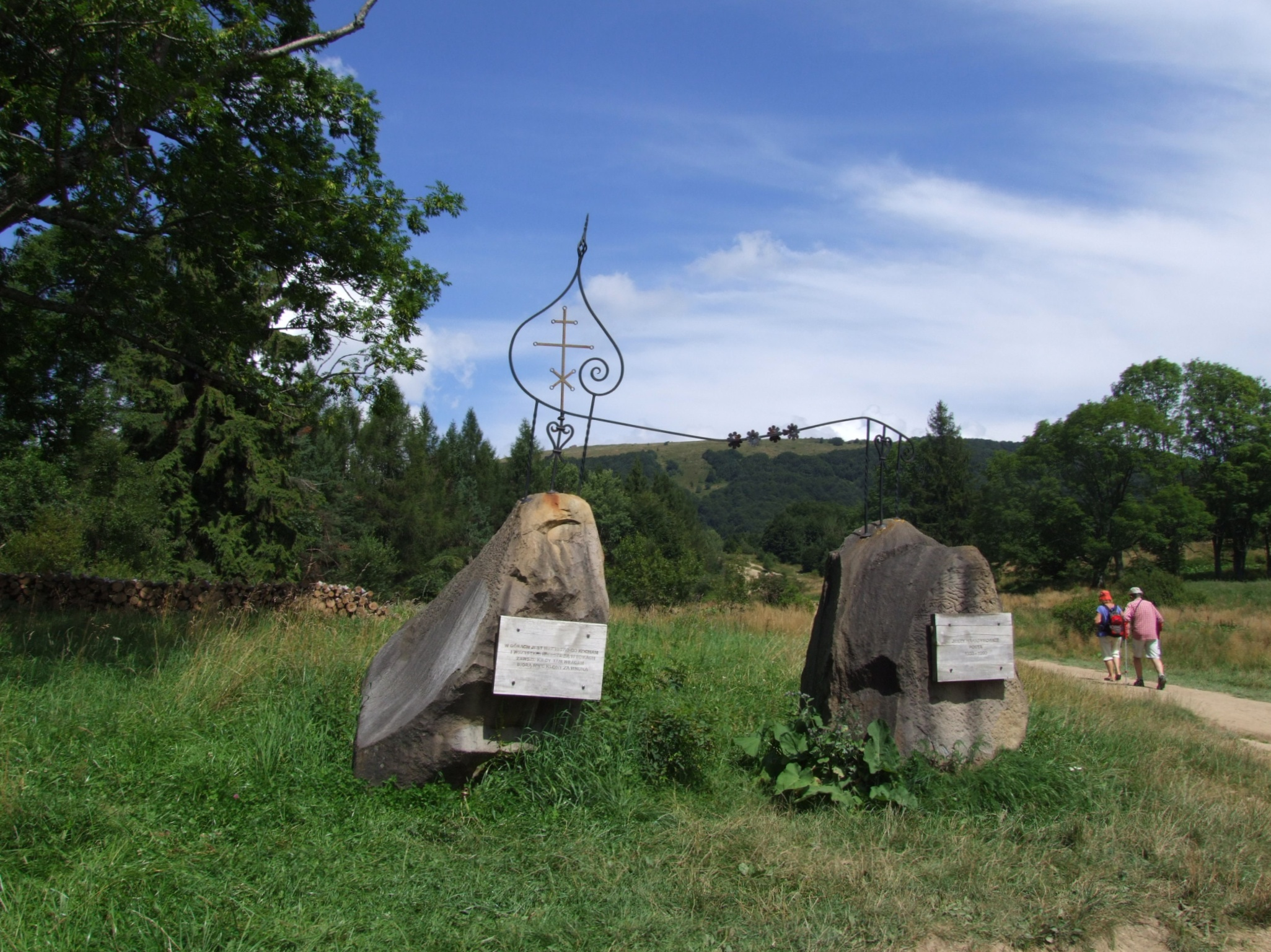
Pomnik ku czci Jerzego Harasymowicza

## Pieszy szlak turystyczny
Dział – Przełęcz Wyżna – Połonina Wetlińska (schronisko PTTK „Chatka Puchatka”)
- z Działu 0.40 h (↑ 1.10 h)
- z Chatki Puchatka 0.35 h (↑ 1 h, najkrótsza trasa na Połoninę Wetlińską)